# Луда река
Луда река (на гръцки: Ερυθροπόταμος, Еритропотамос, в превод Червена река) е река в Южна България, област Хасково, Община Ивайловград и Североизточна Гърция, област Източна Македония и Тракия, демове Софлу и Димотика десен приток на Марица. Дължината ѝ е над 100 km, от които на българска територия – 20,2 km. Луда река е последният най-голям десен приток на Марица. Реката отводнява югоизточните части на Източните Родопи.
Луда река води началото си под името Шейтан на 870 m н.в. в рида Пеперуда в Източните Родопи в Североизточна Гърция, на 2,3 km югоизточно от връх Шапка (1044 m). Тече в североизточна посока в дълбока и гъсто залесена долина под името Дяволорема. След гръцкото село Микрон Дерион започват красивите меандри на реката и на 1,6 km южно от село Горно Луково, Община Ивайловград навлиза в българска територия. В България Луда река протича на протежение от 20,2 km, от които 14,7 km като гранична река (левият бряг е български), а останалите 5,5 km – изцяло на българска територия, южно от село Мандрица. След устието на левия си приток река Чифлишко дере (ляв) Луда река отново навлиза в гръцка територия. Тук посоката ѝ става югоизточна, а долината ѝ широка. В целия този гръцки участък коритото на Луда река е коригирано с водозащитни диги. Влива се отдясно в река Марица на 19 m н.в., на 1,8 km южно от град Димотика (Дидимотихо).
Границите на водосборния басейн на Луда река са следните:
- на запад и север – с водосборния басейн на река Арда;
- на югозапад – с водосборния басейн на река Филиури, вливаща се директно в Бяло (Егейско море;
- на югоизток – с водосборните басейни на малки реки, десни притоци на Марица.

Основни притоци: → ляв приток, ← десен приток
- ← Бююкдере (в Гърция)
- ← Байрактар (в Гърция)
- ← Меча река (в Гърция)
- → Сумак (най-големият ѝ приток в Гърция)
- ← Даулдере (по границата с Гърция)
- ← Хасанджикбунар (в Гърция)
- → Бяла река (най-голям приток)
- → Акаланско дере
- → Чифлишко дере (по границата с Гърция)
- → Стайку (в Гърция)
- → Амбели (в Гърция)
- → Сайван (в Гърция)
- ← Боцали (в Гърция)
- ← Дзакаджик (в Гърция)
- → Цамба (в Гърция)
- → Ковил (в Гърция)
- → Покота (в Гърция)
- → Папалък (в Гърция)
- → Корли (в Гърция)
- ← Кумаюн (в Гърция)
- ← Сутли (в Гърция)

Луда река има главно дъждовно подхранване, като водосборният ѝ басейн е силно подложен на средиземноморското влияние. Поради тази причина максималният отток на реката е през зимния сезон – февруари, а минималният – през септември.
Въпреки голямата си дължина по течението на реката има едва 4 населени места, в т.ч. 1 град:
- В Гърция

- Област Източна Македония и Тракия

- дем Софлу – Микрон Дерион;
- дем Димотика – Авдела, Димотика (Дидимотихо);

- В България

- Област Хасково

- Община Ивайловград – Сив кладенец.

Районът на Луда река е един от най-чистите в екологично отношение в България.
На гръцка територия водите в долното течение на реката масово се използват за напояване на земеделските земи, разположени от двете страни по долината ѝ.

## Топографска карта
- Лист от карта K-35-89. Мащаб: 1 : 100 000.
- Лист от карта K-35-100. Мащаб: 1 : 100 000.
- Лист от карта K-35-101. Мащаб: 1 : 100 000.